# Idrovolante

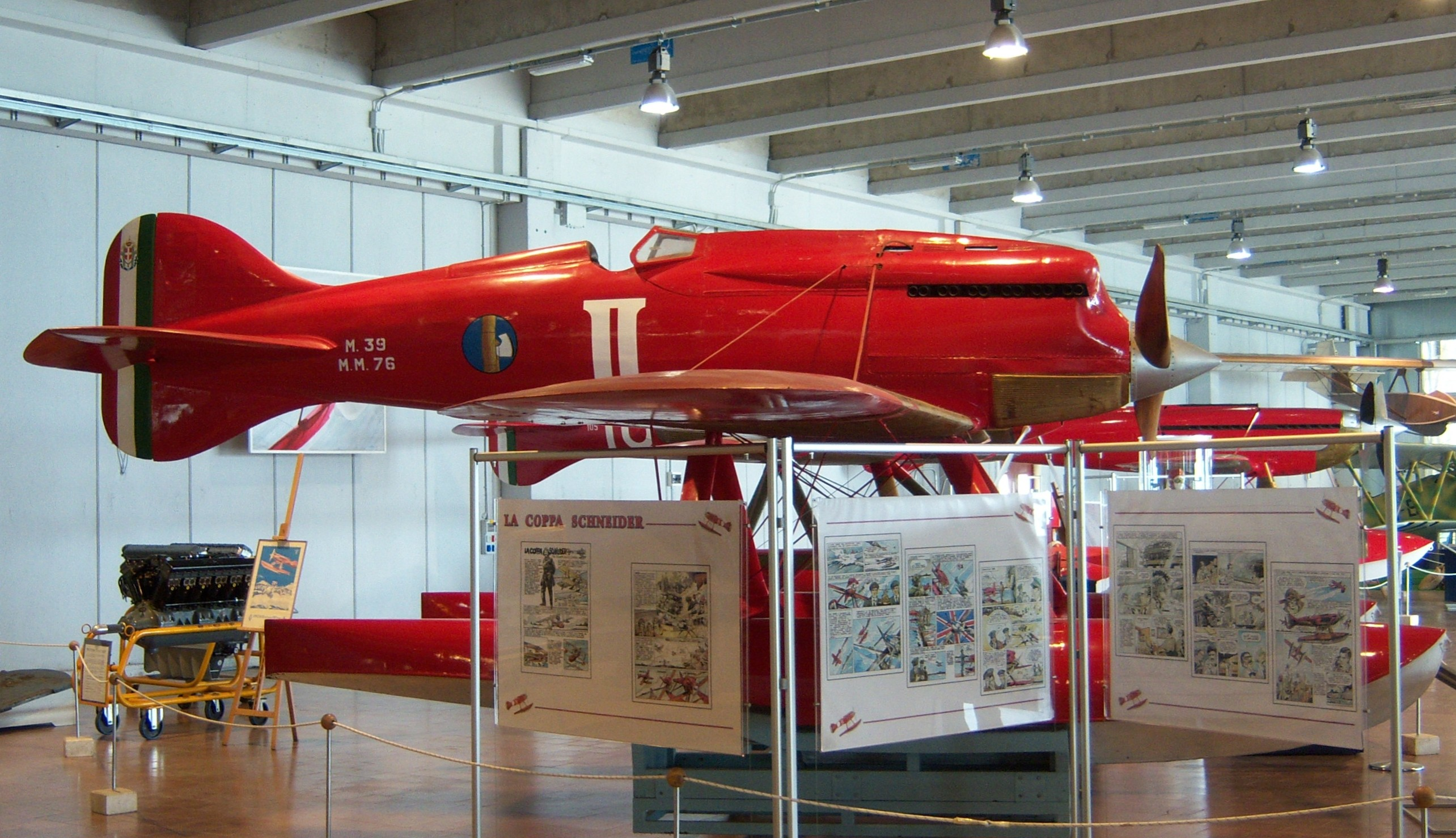
Idrovolante da competizione Macchi M.39

Un idrovolante è un velivolo adatto a effettuare decolli e ammaraggi su superfici d'acqua libere o in strutture apposite denominate idroscali o idroporti.
Nei primi anni del Novecento il termine "idrovolante" era altresì utilizzato dall'ingegner Enrico Forlanini per indicare gli idroplani da lui progettati, precursori dei moderni aliscafi. In questa accezione il termine venne ben presto soppiantato da idroplano e poi da aliscafo.

## Tipologia dell'idrovolante
Con il termine idrovolante si intendono gli aerei in grado di decollare ed ammarare dall'acqua nella loro accezione più generica. Possono essere classificati in base al sistema di sostentamento (galleggiamento) in acqua oppure alla possibilità di operare anche da superfici terrestri (aerei anfibi). In particolare sono considerate principalmente due soluzioni principali: la configurazione che utilizza un numero vario di galleggianti, detti anche scarponi, e la formula a scafo centrale.
| Tipologia | Idrovolante a galleggianti (scarponi) | A galleggiante singolo con stabilizzatori |
| Tipologia | Idrovolante a galleggianti (scarponi) | A due galleggianti                        |
| Tipologia | Idrovolante a galleggianti (scarponi) | Galleggianti retrattili                   |
| Tipologia | Idrovolante a scafo centrale          |                                           |
| Tipologia | Altre soluzioni costruttive           | Ad ala scafo                              |
| Tipologia | Altre soluzioni costruttive           | Con cuscino d'aria                        |
| Tipologia | Altre soluzioni costruttive           | Con cuscino d'aria dinamico               |
| Tipologia | Altre soluzioni costruttive           | Con idropattini                           |
| Tipologia | Altre soluzioni costruttive           | Fusoliere avion marin                     |
| Tipologia | Aereo anfibio                         |                                           |

### Idrovolante a galleggianti (scarponi)
L'idrovolante a galleggianti presenta una struttura analoga all'omologo velivolo terrestre. Se negli aerei terrestri il contatto con il terreno avviene attraverso le ruote del carrello, questo tipo di idrovolanti monta uno o due galleggianti o scarponi, che lo sopraelevano dalla superficie acquatica. A differenza della configurazione a carrello triciclo utilizzata per molto tempo nei velivoli che adottano un ruotino di coda, la versione con tre galleggianti, di cui uno piccolo in coda, è caduta in disuso sin dai primi sviluppi. Ad impiegare i due scarponi con il terzo galleggiante in coda vi era il Deperdussin derivato dal Deperdussin Monocoque e vincitore nel 1913 della prima edizione della Coppa Schneider, mentre il primo idrovolante della storia, Le Canard sviluppato da Henri Fabre, era anch'esso equipaggiato con tre galleggianti, ma uno posto in posizione avanzata e due affiancati in coda.

#### A galleggiante singolo con stabilizzatori

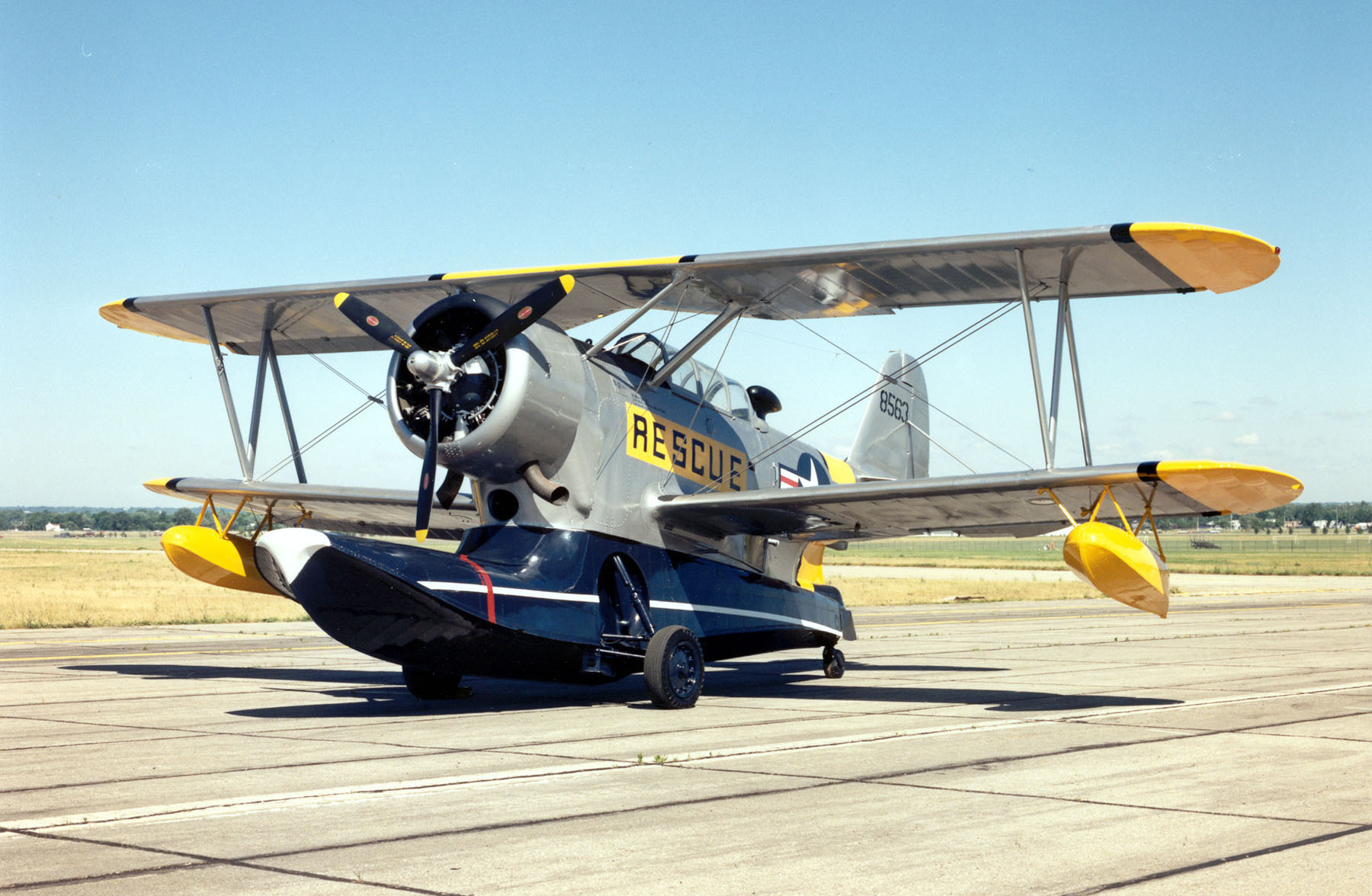
Un Grumman OA-12 idrovolante a galleggiante singolo con stabilizzatori

Questo tipo di idrovolante prevede un unico galleggiante montato al di sotto della fusoliera (scarpone centrale); in genere, questa configurazione prevede due piccoli galleggianti montati al di sotto delle ali per assicurare una migliore stabilità in acqua. Questa configurazione era in auge soprattutto per gli idrovolanti da ricognizione imbarcati, infatti garantisce, rispetto a quella a doppio scarpone, una maggiore stabilità in ammaraggio, al prezzo di una maggiore complessità e peggiore aerodinamica.

#### A due galleggianti

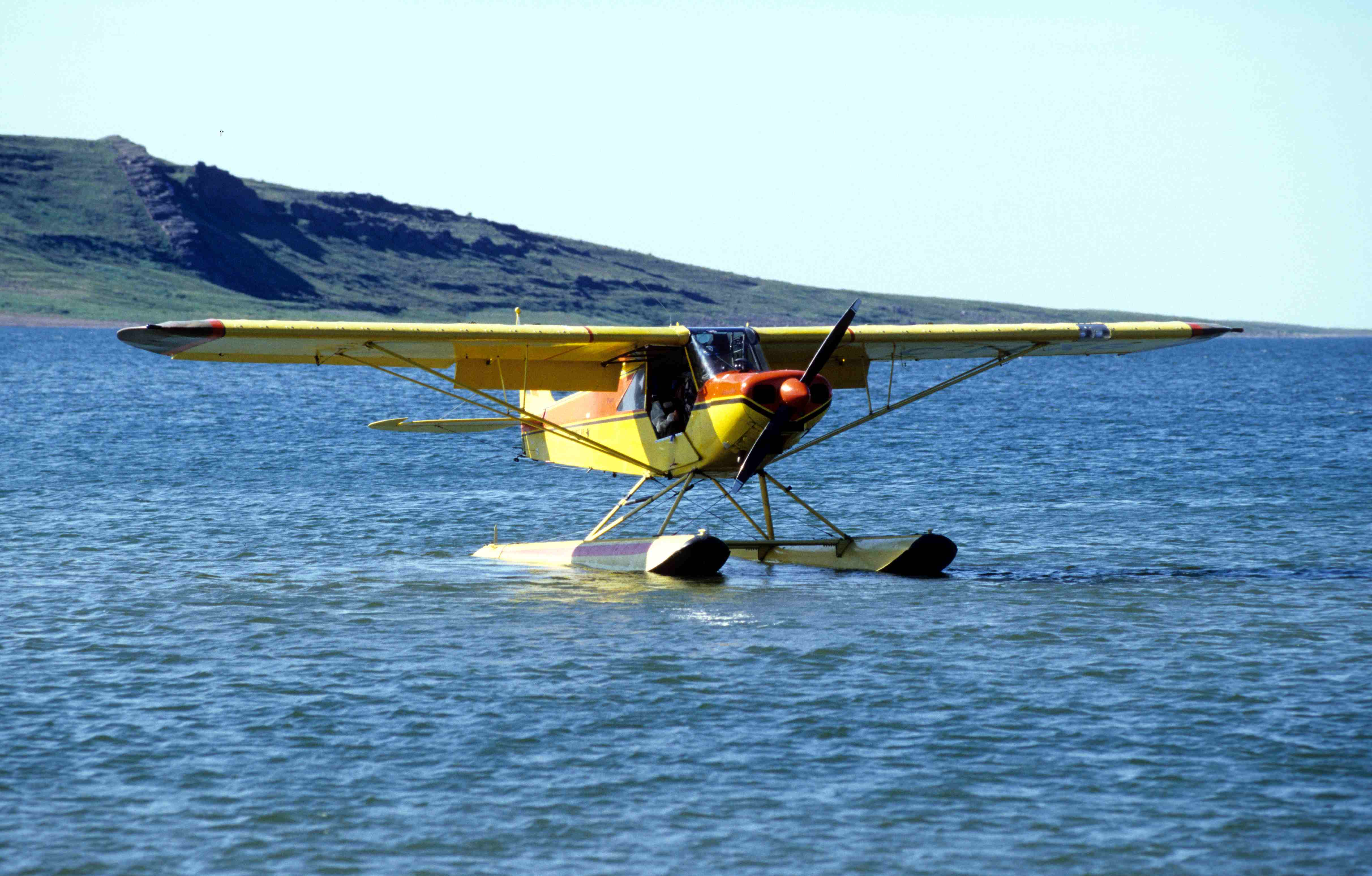
Un Piper PA-18 Super Cub, idrovolante a due galleggianti

Questo tipo di idrovolanti prevede due galleggianti di uguale dimensione montati parallelamente sotto la fusoliera, analogamente a quanto avviene per le ruote di un carrello fisso; questa configurazione era tipica degli ultimi sviluppi degli idrovolanti da competizione e degli aerosiluranti, tuttora molto diffusa per le versioni acquatiche di aerei da trasporto passeggeri medio/piccoli.

#### Galleggianti retrattili
Negli anni trenta sugli aerei terrestri iniziarono a diffondersi i primi esempi di carrello retrattile; sugli idrovolanti, viste le dimensioni dei galleggianti, questi sistemi non poterono essere implementati se non per i piccoli stabilizzatori subalari. In molti idrovolanti con galleggianti stabilizzatori, quale lo statunitense Consolidated PBY Catalina ed il tedesco Dornier Do 26, questi potevano essere ripiegati dopo il decollo (e ri-estesi prima dell'ammaraggio) contro la superficie inferiore dell'ala andando ad integrarne la struttura. Un diverso meccanismo venne sviluppato dalla francese Latécoère per idrovolanti a scafo plurimotori: prevedeva che i due galleggianti stabilizzatori esterni venissero retratti nelle gondole motore esterne e venne montato sui Latécoère 611 e Latécoère 631. Solo il Blackburn B-20, un progetto britannico del 1940 per un idrovolante bimotore da ricognizione, prevedeva che anche il galleggiante centrale si ritraesse, diventando solidale con la fusoliera. Sebbene funzionale, il B-20 non ottenne commesse, anche per problemi con i motori ad X Rolls-Royce Vulture.
Sempre durante la seconda guerra mondiale, i giapponesi svilupparono un idrovolante da ricognizione a scarpone centrale in cui il galleggiante potesse essere sganciato in emergenza: in tal modo il Kawanishi E15K Shiun, poteva guadagnare circa 90 km/h sulla sua velocità massima di 468 km/h. Questo aereo venne prodotto in una piccola serie di circa 15 velivoli.

### Idrovolante a scafo centrale

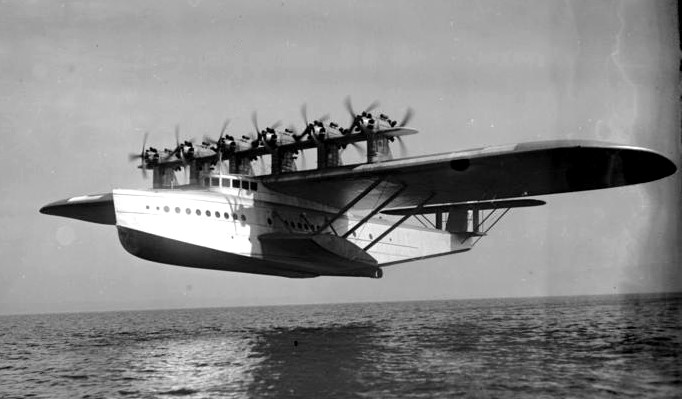
Un Dornier Do X idrovolante a scafo centrale degli anni trenta

In questo tipo di idrovolante il galleggiamento è fornito dalla stessa fusoliera, che si comporta come lo scafo di una imbarcazione. La progettazione della fusoliera deve quindi avvenire sia seguendo i principi della aerodinamica che quelli della idrodinamica. Questo tipo di idrovolanti presenta spesso dei piccoli galleggianti stabilizzatori alle estremità alari, analogamente per quanto avviene con gli idrovolanti a scarpone centrale. Una soluzione alternativa venne proposta dalla tedesca Dornier, che sostituì ai galleggiantini laterali delle strutture dette Sponson lungo i fianchi dello scafo.
Questa configurazione è stata quella generalmente più utilizzata per gli aerei di grandi dimensioni, in particolare i plurimotori destinati al trasporto o al servizio passeggeri, sviluppati in particolare dai tedeschi della Dornier prima del secondo conflitto mondiale e dai britannici della Short anche dopo.
Di interesse storico è la configurazione a doppio scafo, in cui il velivolo presenta due fusoliere/scafi parallele. Il doppio scafo decretò il successo dell'italiano SIAI-Marchetti S.55, velivolo esportato in tutto il mondo e famoso per essere stato impiegato nelle trasvolate atlantiche di massa di Italo Balbo, quali la crociera aerea transatlantica Italia-Brasile del 1930. Sebbene garantisse diversi vantaggi, venne adottata solo nei Savoia-Marchetti S.66, Savoia-Marchetti S.77, sviluppi del S.55, e nel Tupolev ANT-22 (Mk I).

#### Nota linguistica
La distinzione tra idrovolanti a scarponi e a scafo è molto più marcata in altre lingue, in quanto i diversi tipi sono individuati da termini ben distinti. Ad esempio nella lingua inglese gli idrovolanti sono indicati genericamente come seaplane (aereo marino), quelli a scarponi float plane (aereo a galleggiante), mentre per gli idrovolanti a scafo si usa il termine flying boat (Battello volante). Una simile distinzione si ha anche nella lingua tedesca.

### Altre soluzioni costruttive

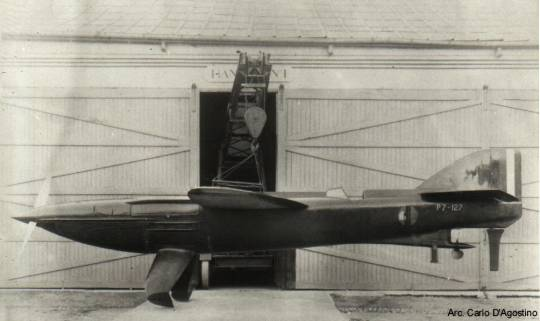
Il Piaggio P.C.7 idrocorsa ad ala-scafo

Nel tempo si sono succeduti svariati progetti di velivoli con altre configurazioni pensate per operare sulle superfici liquide, ma non hanno superato lo stato di progetto o sono state realizzate in numero limitatissimo di esemplari.

#### Ad ala scafo
Il Piaggio P.C.7 venne progettato come idrocorsa privo di scarponi di galleggiamento. La configurazione denominata dal progettista Giovanni Pegna della Piaggio "ad ala-scafo" prevedeva un'ala parzialmente sommersa durante le manovre in acqua e il motore metteva in rotazione sia l'elica necessaria per il volo che un'elica marina posta in coda. Il velivolo ha mai volato se non in una copia aeromodellistica di dimensioni ridotte, nel 1987.

#### Con cuscino d'aria
Per consentire ad alcuni velivoli di operare dall'acqua, è stato impiegato un cuscino d'aria installato sotto la fusoliera al posto del carrello. Tale accorgimento è stato utilizzato su alcuni esemplari del de Havilland Canada DHC-4 Caribou. e del De Havilland Canada XC-8A ACLS. Quest'ultimo, per limitare la corsa di atterraggio, utilizzava 6 cuscinetti retrattili che, una volta estratti, entravano in contatto con il terreno frenando l'aereo. La sigla ACLS sta per Air Cushion Landing System. Volò il 31 marzo 1975. Più che un aereo anfibio nel senso stretto del termine, l'esperimento mirava ad ottenere un velivolo in grado di operare da superfici non preparate, innevate, ghiacciate e da paludi.

#### Con cuscino d'aria dinamico
Nella fase finale dello sviluppo del Bartini-Beriev VVA-14, un aereo anfibio VTOL/STOVL sovietico, furono installati sul prototipo (VVA-14M1P) due turbofan ai lati del muso in modo che questi potessero creare un cuscino d'aria dinamico sotto la fusoliera (a corpo portante) per supportare la fase di decollo. Il velivolo presentava comunque una coppia di galleggianti. La soluzione era allora impiegata nei grandi ekranoplani. Pur essendo a tutti gli effetti un aeroplano con tangenza operativa di 10.000 m, l'uso di un cuscino d'aria dinamico ed altre soluzioni tecniche fanno sì che questo velivolo sia considerato quasi un ibrido con aeroplano/ekranoplano. Gli ultimi voli di prova vennero effettuati ancora per qualche tempo dopo la morte del progettista Robert Ludvigovich Bartini, avvenuta nel 1974. Il fatto che sul VVA-14, in precedenza, fossero stati provati per un certo tempo dei galleggianti gonfiabili non deve indurre a ritenere che questo velivolo utilizzasse un cuscino d'aria come quelli degli hovercraft.

#### Con idropattini
Nel 1948, quando la marina statunitense bandì un concorso per un nuovo intercettore supersonico, la Convair pensò a un idrocaccia. Il prototipo denominato Convair XF2Y-1 Sea Dart era caratterizzato da una configurazione alare a delta ed uno scafo a tenuta stagna con due pattini retrattili per l'ammaraggio, il flottaggio ed il decollo. Quando era stazionario o si muoveva piano in acqua, il Sea Dart galleggiava con il bordo delle ali che toccava la superficie dell'acqua. I pattini non venivano estesi fino a che l'aereo non avesse raggiunto la velocità di circa 10 miglia orarie (16 km/h) durante la corsa di decollo. Volò solo come prototipo e non venne mai avviato alla produzione in serie. Sebbene rimanga unico del suo genere con i suoi idropattini, è l'unico idrovolante ad avere superato la velocità del suono.

#### Fusoliere avion marin
Un compromesso fra aeroplani e idrovolanti fu pensato con l'utilizzo di fusoliere dette avion marin ("aereo marino" in francese). Si tratta di un particolare tipo di fusoliera a scafo destinata ad aerei terrestri che fece la sua comparsa intorno agli anni 1930. Questo tipo di fusoliera doveva garantire all'aereo terrestre il galleggiamento in caso di ammaraggio di emergenza. Tra i velivoli caratterizzati da questa fusoliera figura il Piaggio P.23, progettato per una trasvolata dell'Atlantico settentrionale.

### Aereo anfibio

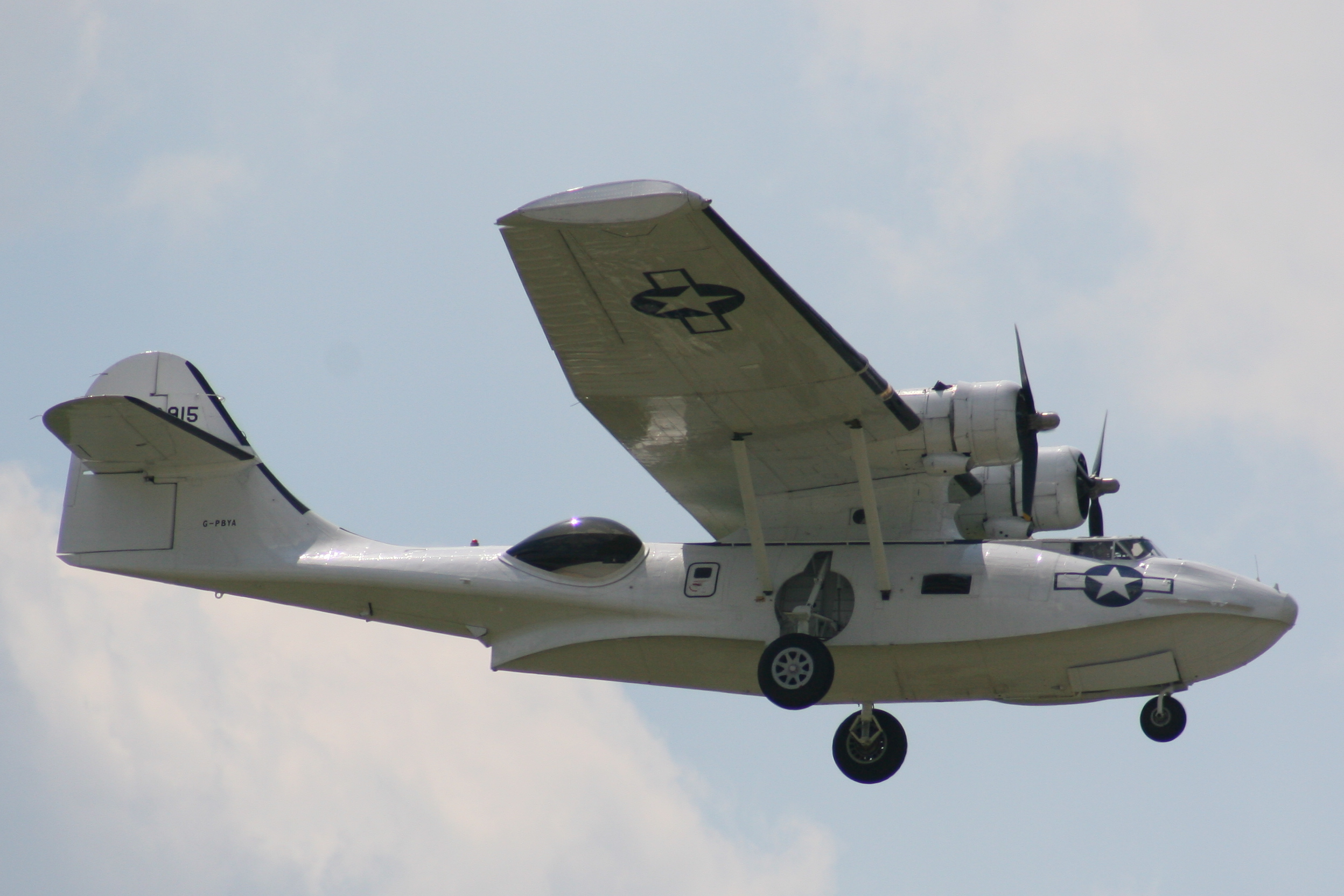
Un Consolidated PBY Catalina, aereo anfibio a scafo

Un anfibio è un velivolo in grado di operare sia da acqua che da terra. La polivalenza di questa configurazione ne fa un avversario temibile per la diffusione degli idrovolanti e vi è stato anche un tentativo statunitense di proporre gli anfibi come aerei da turismo economici. In questo tipo di aeromobili convivono sia un carrello retrattile che scarponi per il galleggiamento o uno scafo centrale galleggiante, ma la classificazione rigorosa dei velivoli assegna a queste macchine una categorizzazione diversa rispetto agli aeroplani e agli idrovolanti.

## Storia

### Pionieri

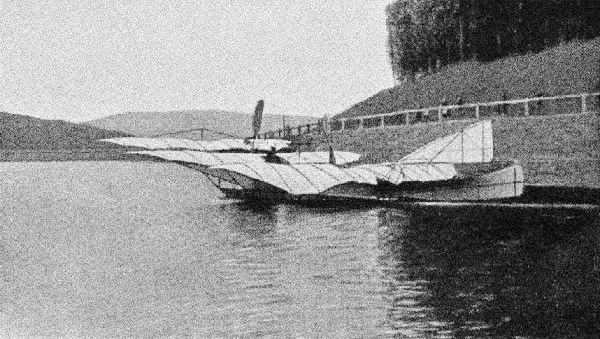
Il prototipo di idrovolante di William Kress ormeggiato sul Wienerwaldsee prima del volo

Leonardo da Vinci fu il primo a far notare che le prove delle "macchine volanti" sarebbero state più sicure se effettuate partendo dall'acqua e a questo principio si ispirarono molti dei pionieri dell'idroaviazione. Ancora prima del primo volo della storia con una macchina motorizzata più pesante dell'aria con un pilota a bordo, compiuto dai fratelli Wright il 17 dicembre 1903, molti pionieri dell'aviazione si cimentarono con macchine più pesanti dell'aria che atterravano o decollavano dall'acqua. Si trattava sostanzialmente di libratori, cioè aeromobili trainati da motoscafi o in volo planato che atterravano su superfici d'acqua. Tra questi tentativi venne considerato particolarmente interessante quello compiuto dal tedesco William Kress, che dal 1877 al 1903 sperimentò una macchina volante afflitta da un motore di scarsa potenza.
Il primo volo controllato e con pilota di un idroplano (sebbene privo di motore) fu effettuato dal progettista francese e pilota Gabriel Voisin nel giugno 1905, sulla Senna; si trattò di un volo trainato di 600 metri con il velivolo che raggiunse l'altezza di 15, 20 m. L'aereo era un biplano con timone in posizione posteriore ed equilibratori anteriori, che impiegava due galleggianti come i catamarani.
Dopo il grande risultato ottenuto dai fratelli Wright, il primo volo autonomo di un idrovolante fu compiuto dal francese Louis Paulhan il 28 marzo 1910, con un monoplano ideato da Henri Fabre. L'aereo, battezzato Le Canard ("l'anatra" in francese), era dotato di un motore Gnome da 50 CV ad elica spingente con tre galleggianti, uno in posizione centrale avanzata e due affiancati in coda e decollò dall'acqua per la prima volta per compiere un volo di 550 metri. Il secondo giorno di volo venne coperta la distanza di 6 km, ma il prototipo subì gravi danni dopo pochi mesi, il 18 maggio. Questi esperimenti furono seguiti anche da Gabriel e Charles Voisin, che comprarono alcuni idrovolanti da Fabre e li modificarono nei loro Canard Voisin, con i quali volarono nell'ottobre 1910. Nel marzo 1912, uno di questi velivoli effettuò alcune sperimentazioni militari dalla prima portaidrovolanti della storia, La Foudre.
Il primo idrovolante sufficientemente affidabile fu realizzato e pilotato dall'italiano Mario Calderara, il primo pilota brevettato italiano della storia, e volò per la prima volta nel 1912 nel Golfo della Spezia.
Il contributo maggiore alla progettazione degli idrovolanti fu dato però dal pioniere dell'aeronautica statunitense Glenn Curtiss, membro dell'Aerial Experiment Association e fondatore dell'omonima ditta. Dopo un prototipo che nel 1908 non riuscì a prendere il volo, nel 1911 ritentò con un altro velivolo, caratterizzato da un galleggiante centrale sotto le ali, ed uno più piccolo in coda. Il primo volo fu compiuto il 26 gennaio. Grazie al successo nell'impresa Curtiss decise di continuare lo sviluppo realizzando, nel febbraio dello stesso anno, il Triad, il primo aereo anfibio. Successivamente Curtiss iniziò ad occuparsi di idrovolanti a scafo, designati Curtiss Flying-Boat N.1 e Flying-Boat N.2.
La designazione Flying-Boat divenne in seguito il termine correntemente usato in inglese per indicare gli idrovolanti a scafo. Dietro al Flying-Boat nel 1925 si farà trainare, alla velocità di 80 mph pari a circa 130 km/h, il primo sciatore sull'acqua della storia, Ralph Samuelson.

### Le prime compagnie aeree

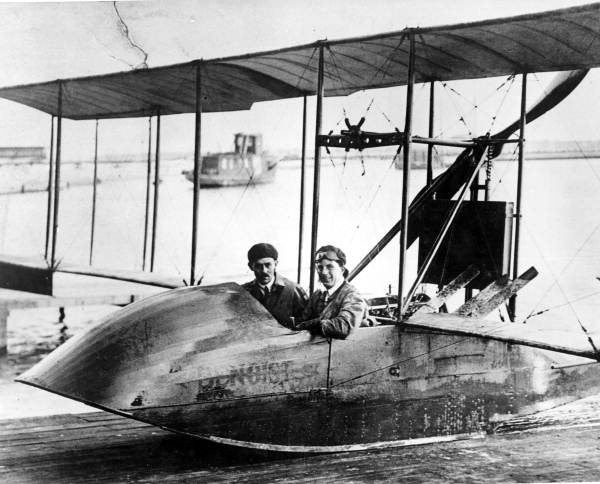
Jannus sul suo idrovolante Benoist

Con la disponibilità dei mezzi, cominciarono a formarsi le prime compagnie aeree. Il 1º gennaio 191] un idrovolante biposto Benoist XIV, pilotato da Antony Jannus, trasportando un passeggero sulla tratta Saint Petersburg-Tampa (k35 m), in Florida, effettuò il primo servizio commerciale di linea. La Benoist Company tuttavia interromperà il servizio di due voli giornalieri tre mesi dopo, il 31 marzo successivo. Il primato di prima compagnia aerea ad effettuare servizi regolari con aeroplani (i dirigibili Zeppelin della DELAG avevano iniziato a servire alcune tratte in Germania dal 1909), è talvolta conteso dall'Austria, che iniziò ad offrire un servizio regolare a partire da Pola nella primavera del 1915.

### Anni venti e trenta: l'apice dell'idrovolante
Nel periodo che va tra le due guerre mondiali, l'idrovolante, nelle sue diverse accezioni, sembrava destinato a prendere il sopravvento sugli aerei terrestri, in particolare nei campi del trasporto e della velocità, e manteneva una chiara importanza anche nel comparto militare in particolare nel settore della ricognizione marittima.

#### Idroscali

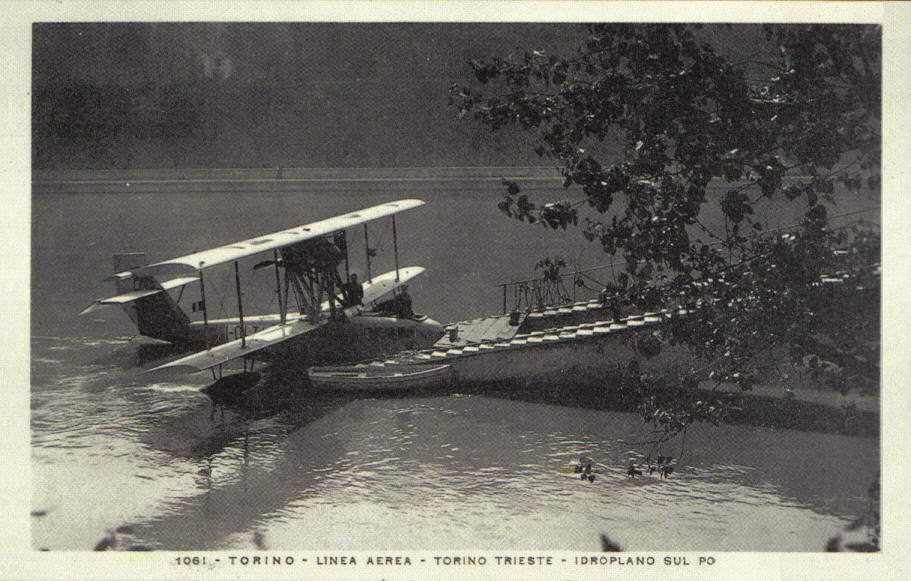
Cartolina di un idrovolante in attracco all'idroscalo di Torino

Un idroscalo (o idroporto) è l'aeroporto per idrovolanti, ovvero uno specchio d'acqua dotato a riva di infrastrutture per gli idrovolanti. Tipicamente per mettere in acqua i velivoli erano disponibili gru e scivoli, dalla riva fino in acqua. In questo periodo raggiunsero una certa diffusione: infatti gli aeroporti, anche quelli ereditati dalla prima guerra mondiale, erano poco più che prati ben curati, spesso non ben collegati con i centri cittadini (questo per i velivoli destinati all'utilizzo commerciale).

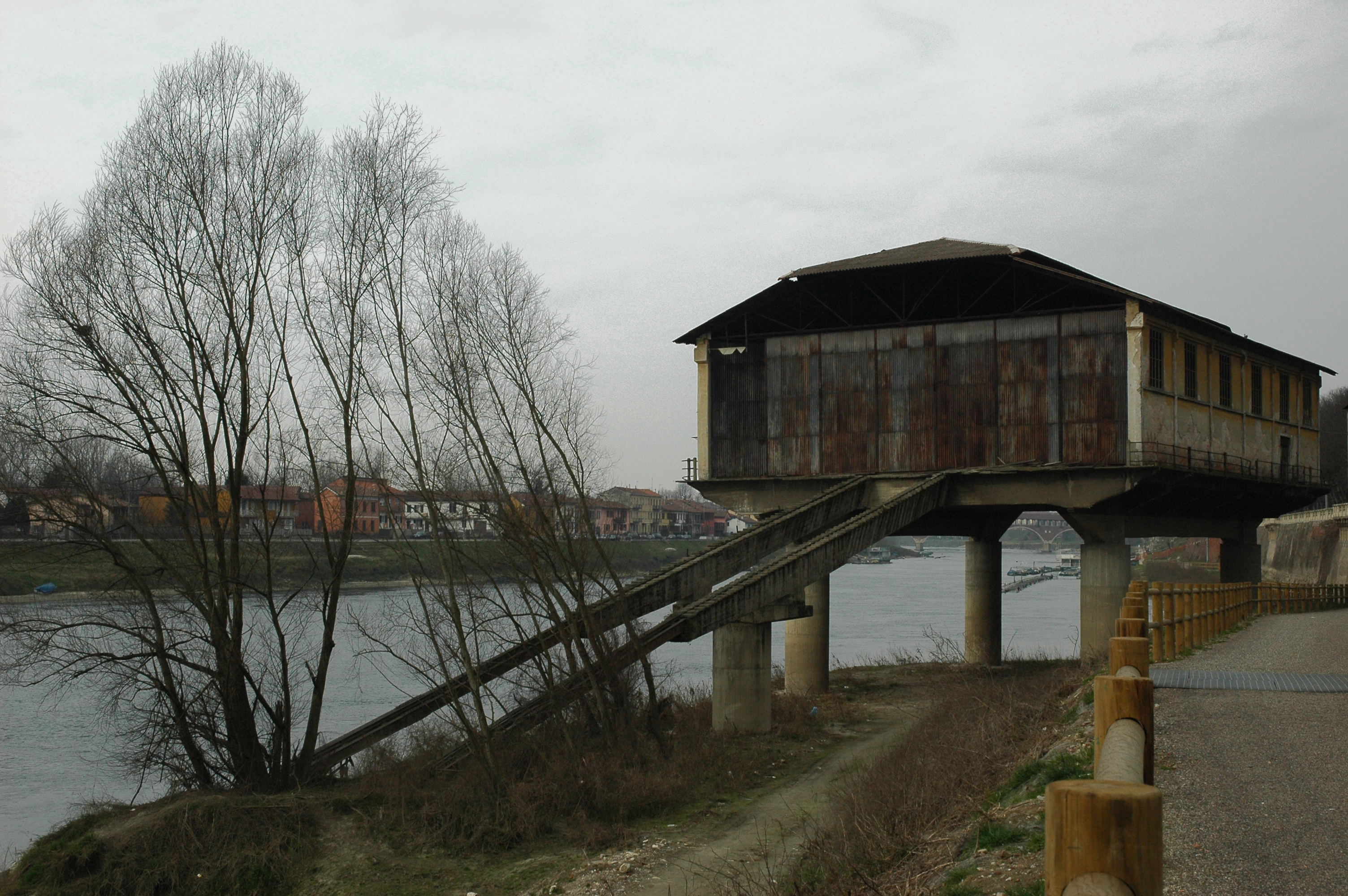
L'idroscalo di Pavia.

Un idrovolante, rispetto ad un velivolo terrestre, non era vincolato alla dimensione delle piste disponibili, ma poteva contare, per le operazioni di decollo ed ammaraggio, su superfici virtualmente illimitate. Quindi poteva avere dimensioni e velocità di decollo/ammaraggio maggiori dei suoi contemporanei terrestri. Inoltre i velivoli commerciali e postali potevano contare sulle infrastrutture portuali già esistenti. Per questi motivi gli idrovolanti, in questa fase, risultarono vincenti sui velivoli terrestri. Nel periodo tra le due guerre gli idroscali furono utilizzati dalla Regia Aeronautica: tra i più importanti l'idroscalo di Orbetello con le famose trasvolate di Italo Balbo, l'idroscalo di Marsala in Sicilia e l'idroscalo di Cadimare nel golfo della Spezia; l'Idroscalo di Milano venne realizzato con un bacino artificiale lungo 2500 metri. Negli anni '20 del Novecento la Società Italiana Servizi Aerei creò una rotta Torino-Trieste servita medianti idrovolanti che, nella traversata, facevano tappa a Pavia e Venezia, prima di giungere a Trieste. La stessa compagnia realizzò idroscali nelle città interessate dalla rotta, di essi l'unico sopravvissuto (seppur non più in funzione) è l'idroscalo di Pavia. Esperienze analoghe a quella italiana furono fatte anche in altri paesi sia europei che di oltre oceano. In Germania venne introdotta a partire dal 1926 una tratta di linea che collegava le città di Colonia, Duisburg con la città di Rotterdam nei Paesi Bassi tramite dei Junkers F 13. A partire dal 1935 fu poi introdotta da Lufthansa con dei velivoli Junkers W 33 la tratta Francoforte Colonia. All'epoca i velivoli decollavano e atterravano a Colonia dal porto di Niehl I che fungeva anche da idroscalo, mentre a Duisburg e Francoforte gli aerei sfruttavano rispettivamente come superfici di idroscalo il Reno ed il Meno. Degno di nota fu inoltre l'idroscalo della città portuale ad Alessandria d'Egitto, vero e proprio crocevia per diverse tratte aeree, e che fu per un breve periodo utilizzato dallo Short Mayo Composite della Imperial Airways per il trasporto della corrispondenza aerea diretta verso l'Inghilterra.
Con lo sviluppo tecnologico portato dalla seconda guerra mondiale e il graduale aumento di piste preparate per i grandi bombardieri strategici, gli aerei terrestri si presero in poco tempo la rivincita sui loro contemporanei. Gli idrovolanti, caratterizzati da una efficienza aerodinamica inferiore, rispetto agli aerei terrestri, divennero antieconomici da gestire per i vettori aerei. Di conseguenza il numero di voli andò progressivamente diminuendo e di conseguenza anche la necessità di operare idroscali diminuì drasticamente.
Tra tutti gli Idroscali in Italia ed in Europa, l'unico rimasto operativo è l'idroscalo Internazionale di Como: l'Aero Club Como dispone di una flotta con le versioni idrovolanti di aerei, famosi soprattutto per le loro versioni terrestri, come il Cessna 172 ed il Piper PA-18, ma possiede anche un Lake LA-4-200 Buccaneer ed un Cessna 172XP entrambi anfibi. Sempre a Como, ha sede anche l'unica scuola di volo per idrovolanti in Italia ed in Europa.

#### Aviazione commerciale e postale
È in questo periodo che iniziano i primi servizi di linea, postale e passeggeri sulle lunghe rotte internazionali. Pionieri delle rotte postali verso l'America del sud furono i tedeschi, mentre i britannici coprono le rotte verso, Africa, Medio Oriente e India. Nella prima fase furono tentati diversi esperimenti per aumentare l'autonomia dei velivoli per i voli postali. Se i tedeschi si concentrarono sulle navi appoggio idrovolanti, gli esperimenti britannici condussero allo Short Mayo Composite, un bizzarro esempio di aereo parassita, che consentì allo Short S 21 di battere il record di distanza per idrovolanti tra il 6 e l'8 ottobre 1938 con 9.651,9 km tra la Scozia ed il Sudafrica. L'S 21 era un idrovolante quadrimotore a scarponi che veniva portato in volo dal S 20, un grande idrovolante a scafo. In tal modo l'S 21 "decollava" con un carico di carburante il cui peso rendeva impossibile il normale decollo.
L'ultima tratta, tra quelle che diventeranno le principali rotte internazionali, a venire coperta fu quella dell'Atlantico settentrionale, tra Europa e Stati Uniti. Questa tratta presentava infatti caratteristiche meteorologiche peggiori rispetto all'analoga tratta verso l'Atlantico meridionale, e solo con il perfezionarsi delle macchine poté essere affrontata con sicurezza. Sebbene sia l'Imperial Airways britannica, che la Pan Am avessero collaborato per rendere possibile un simile collegamento e diverse case costruttrici avevano collaborato con i loro velivoli all'apertura di queste rotte, il primato del primo servizio regolare va ai Boeing 314 Clipper della Pan Am. Il servizio regolare postale iniziò il 20 maggio 1939 e quello passeggeri il 28 giugno. Lo scoppio della seconda guerra mondiale fece terminare il servizio dopo poche settimane.
Dopo la seconda guerra mondiale, i grandi idrovolanti passeggeri raggiunsero ben presto il declino; anche se negli anni immediatamente precedenti al 1950 furono ripristinati voli commerciali a lungo raggio, come le rotte verso il Sudafrica gestite dalla BOAC che, partendo da Southampton in cinque giorni giungevano a destinazione facendo scalo a Marsiglia, AUGUSTA, Il Cairo e Port Bell sul lago Vittoria. Venivano impiegati i robusti Solent-2, dotati di quattro potenti motori Bristol-Hercules e che disponevano di allestimento interno su due piani, con salotto, bar ed in grado di ospitare comodamente trenta passeggeri. Alcuni di questi velivoli, come il francese Latécoère 631 operarono ancora per qualche anno dopo la guerra, altri come il britannico Saunders-Roe SR45 Princess furono presto smantellati, in assenza di acquirenti. L'SR45 fu l'ultimo dei grandi idrovolanti passeggeri, dotato di 10 motori a turboelica aveva una capacità di 200 passeggeri e una velocità di crociera di 580 km/h. Compì il primo volo il 20 febbraio 1952.

#### Idrocorsa

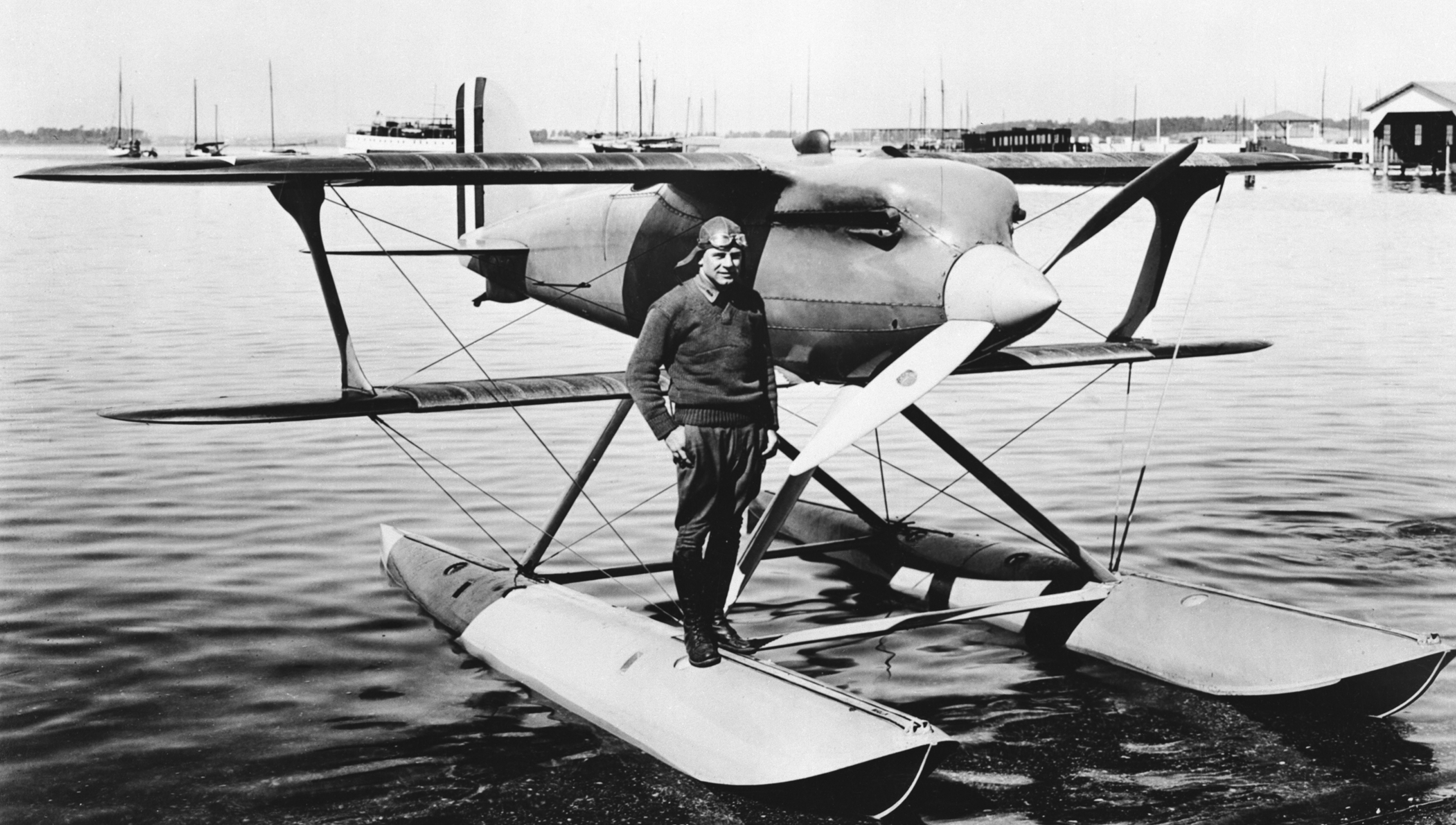
L'idrocorsa Curtiss R3C-2, con il pilota Jimmy Doolittle alla Coppa Schneider del 1925

Con il termine idrocorsa si intende un idrovolante destinato a gare di velocità, quali la Coppa Schneider. Per oltre un decennio, tra il 1927 ed il 1939, tutti i primati aeronautici di velocità appartennero ad idrovolanti. Il motivo del predominio dei mezzi acquatici, anche in questo particolare campo dell'aeronautica, deriva dalla difficoltà, per un aereo da competizione, di operare da campi di aviazione non accuratamente preparati. Un aereo da competizione vola ed atterra a grande velocità, e richiede quindi piste di adeguate dimensioni, problema che non si pone per velivoli in grado di operare dall'acqua.
In questo periodo la ricerca della velocità si concentrò sugli idrovolanti. Un grande stimolo ai progressi compiuti in questo decennio derivò dalla Coppa Schneider, competizione internazionale per idrovolanti che vide sfidarsi Francia, Italia, Regno Unito e Stati Uniti d'America. Coppa che verrà vinta dai britannici con il Supermarine S.6B, ma il primato definitivo per questa categoria di aeroplani venne conquistato dagli italiani con il Macchi-Castoldi M.C.72.
Nel 1932, quando il primato assoluto di velocità appartiene all'idrocorsa Supermarine S 6B, con 654,9 km/h, il primato per aerei terrestri appartiene al Granville Gee Bee R-1 con 473,82 km/h (pilota James H. "Jimmy" Doolittle). Successivamente, il primato assoluto passerà al Macchi-Castoldi M.C.72 pilotato da Francesco Agello, con 709,209 km/h. Questo primato, nella categoria degli idrovolanti spinti da motore a pistoni, è ancora oggi imbattuto. Nel 1935 il record di velocità per aerei terrestri è dello Hughes H-1 Racer di Howard Hughes con 567,12 km/h.
Solo il 30 marzo 1939, un aereo terrestre, l'Heinkel He 100, tornerà a detenere il primato assoluto, con 746,60 km/h.

### Impiego militare
Lo sviluppo a scopi militari degli idrovolanti vide una evoluzioni sostanzialmente in linea con quello che fu l'evoluzione civile, che vide il suo apice nel periodo che comprende le due guerre mondiali, quando i tipi di idrovolanti militari ricoprivano tutte le possibili specializzazioni di un velivolo: caccia, bombardiere, ricognizione e trasporto, per poi andare incontro ad una progressiva dismissione di questi mezzi dopo la fine della seconda guerra mondiale. Negli ultimi anni del XX secolo gli utilizzi militari degli idrovolanti sono andati via via sempre più relegandosi ai soli compiti di pattugliamento antisommergibile, ricerca e salvataggio (SAR - Search and Rescue) e lotta aerea antincendio. A partire dai primi anni del dopoguerra quasi tutte le maggiori aviazioni navali hanno progressivamente radiato i propri idrovolanti sostituendoli con velivoli convenzionali.

#### Idroricognitori e bombardieri

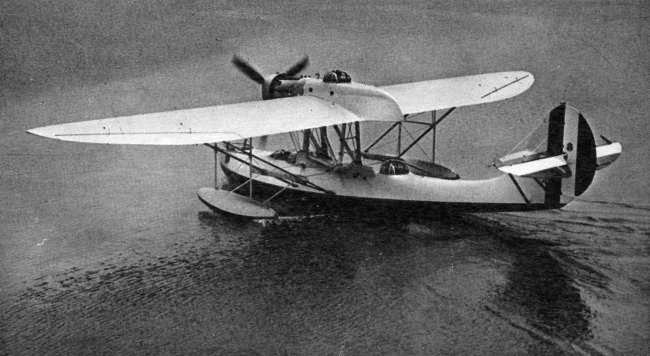
L'idrovolante italiano CANT Z.501 in una foto del 1934

La ricognizione aerea, e il bombardamento poi, sono state le prime specialità dell'aviazione militare. In mare, molte nazioni si attrezzarono con navi appoggio idrovolanti che calavano e ricuperavano gli aerei in mare attraverso gru, permettendo le operazioni di volo in prossimità dell'obiettivo; un esempio, la portaidrovolanti spagnola Dédalo che operò durante la guerra del Rif, in particolare nello sbarco di Alhucemas dove i suoi Supermarine Scarab lanciarono 175 bombe sulle postazioni nemiche solo in una giornata; questo fu il primo esempio di sbarco appoggiato dall'aviazione della storia.
In questo settore, fino alla seconda guerra mondiale, lo sviluppo di aerei terrestri ed idrovolanti è stato pressoché parallelo. Si distingue tra:
- Idroricognitori bi/triposto: armati in genere mitragliatrici in postazione fissa, e/o una o più brandeggiabili, e al più di un piccolo carico di bombe, erano destinati al pattugliamento costiero o alla ricognizione a corto raggio quando imbarcati, in un ruolo analogo a quello degli elicotteri imbarcati sui moderni incrociatori ed altri tipi di navi militari. Nati con la prima guerra mondiale i velivoli di questo tipo trovarono largo impiego per tutta la seconda guerra mondiale, anche se solo le forze giapponesi si concentrarono nello sviluppo di nuovi velivoli. Infatti quasi tutte le marine e aviazioni coinvolte nel conflitto impiegavano velivoli concepiti nella seconda metà degli anni trenta. Tra i velivoli di questo periodo si ricordano l'italiano IMAM Ro.43 ed il tedesco Arado Ar 196.[22] L'incapacità di un Ar 196 di abbattere ricognitore Consolidated PBY Catalina probabilmente contribuì all'affondamento della nave da battaglia Bismarck, durante la seconda guerra mondiale.[48]
- Idrovolanti plurimpiego plurimotori. Questi ultimi affiancavano alla capacità di ricognizione a lungo raggio, la possibilità di trasporto di carichi bellici significativi, per operare azioni di bombardamento. Lo sviluppo di questo tipo di velivoli continuò per tutta la durata della seconda guerra mondiale, e l'impiego fino agli anni sessanta, quando furono soppiantati dai ricognitori antisom con base a terra, quali i Lockheed P-3 Orion, Hawker-Siddeley Nimrod e il Bréguet Atlantic. Successivamente solo Unione Sovietica e Giappone proseguirono nello sviluppo di grandi idrovolanti e/o anfibi con compiti di pattugliamento. Tra velivoli di questo tipo impiegati durante la seconda guerra mondiale si ricordano: lo statunitense Consolidated PBY Catalina, il britannico Short S 25 Sunderland, il tedesco Blohm & Voss BV 138, l'italiano CANT Z.506B Airone ed il giapponese Kawanishi H8K.

#### Idrocaccia
Gli idrovolanti da caccia videro la loro maggiore diffusione durante la prima guerra mondiale, come ad esempio il Macchi L.2, copia italiana dell'austriaco Lohner L.40; squadriglie di idrocaccia rimasero operative per tutti gli anni trenta. Gli ultimi idrocaccia italiani furono gli IMAM Ro.44 (derivati dai Ro 43 da ricognizione), ci si accorse quasi subito della loro inutilità e la produzione fu presto interrotta, i pochi esemplari prodotti operarono in Egeo durante la II Guerra Mondiale. È da notare che fino alla fine degli anni venti le prestazioni dei caccia idrovolanti si mantennero all'altezza dei loro equivalenti terrestri. Durante la seconda guerra mondiale gli unici a sviluppare e mettere in servizio idrocaccia furono i giapponesi con il Kawanishi N1K1, un idrovolante a scarpone centrale con eliche controrotanti (nella versione di serie venne poi adottata un'elica singola). Questo velivolo entrò in servizio nel 1943, ma il mutamento delle sorti del conflitto nel Pacifico, fece sì che il velivolo venisse utilizzato per un ruolo diverso da quello per cui era stato concepito.
Nonostante questo tipo di velivoli sembrasse tramontato con il secondo conflitto mondiale, due prototipi di idrocaccia a reazione videro la luce successivamente. Il britannico Saunders-Roe SR.A/1, nel 1947 e lo statunitense Convair XF2Y-1 Sea Dart nel 1953. I due velivoli non andarono oltre la fase di prototipo.

#### Idrosiluranti

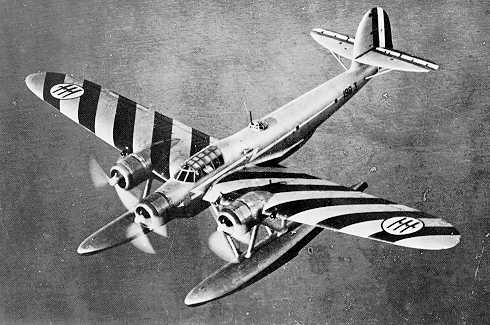
Il CANT Z.506B Airone

Quella dei siluranti è una specializzazione che nasce con gli idrovolanti. I primi esperimenti vennero condotti da Alessandro Guidoni nel febbraio 1914, mentre il primo affondamento di una nave con un siluro è dell'agosto 1915, ad opera di uno Short Type 184, pilotato da C.H.Edmonds che affondò un trasporto turco nel corso della campagna dei Dardanelli, parte delle operazioni della prima guerra mondiale. Nonostante queste premesse con lo scoppio della seconda guerra mondiale gli idrosiluranti erano ormai stati soppiantati dai velivoli con base a terra e gli aerosiluranti imbarcati. Tra gli ultimi idrosiluranti utilizzati i francesi Latécoère 298, e l'italiano CANT Z.506B Airone, quest'ultimo un idrovolante plurimpiego che poteva operare anche come silurante.

#### Trasporto
Lo sviluppo degli idrovolanti da trasporto si affianca a quello dei grandi idrovolanti da pattugliamento plurimotori della seconda guerra mondiale e a quelli trasporto passeggeri del decennio precedente. Con il termine del conflitto i velivoli che avevano operato come ricognitori e bombardieri vennero destinati principalmente a compiti di trasporto. Analoga destinazione trovarono i velivoli concepiti ex novo per questi scopi durante il conflitto. Ad esempio il Convair R3Y Tradewind, un quadrimotore turboelica il cui sviluppo era iniziato con il termine della guerra ed originariamente destinato a compiti antisom, venne riconvertito come trasporto ed al termine della sua carriera operò anche come aerocisterna per il rifornimento in volo.

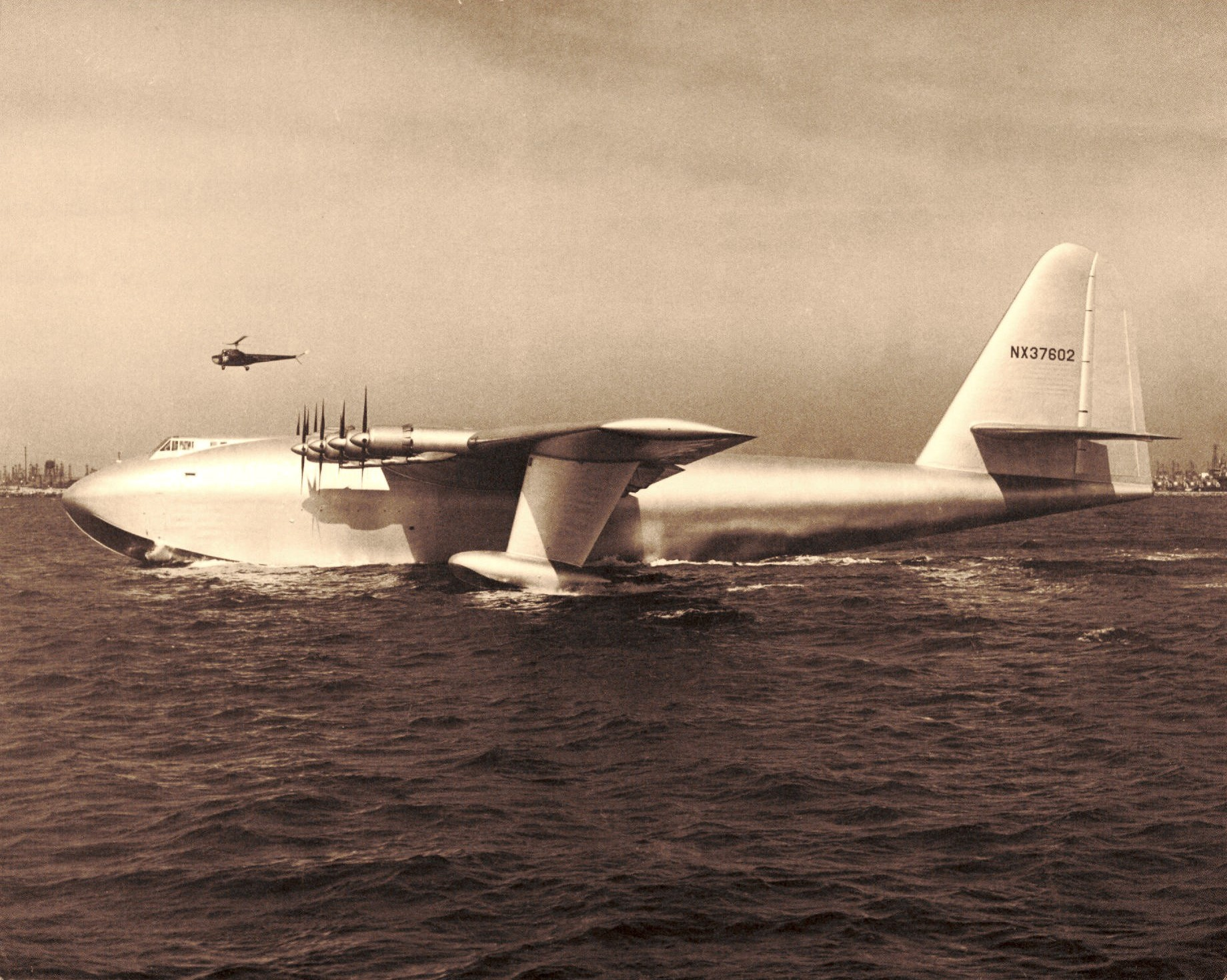
L'unico esemplare costruito di H-4 Hercules, tuttora esistente

Particolare è il caso dello Hughes H-4 Hercules, meglio noto come Spruce Goose (oca d'abete), del miliardario Howard Hughes, che volò una sola volta il 2 novembre 1947. Questo gigantesco idrovolante a scafo ad 8 motori, era stato concepito come un "sostituto" delle navi Liberty, le navi da trasporto statunitensi utilizzate per i rifornimenti al Regno Unito, nell'ambito della Legge affitti e prestiti e per il trasporto delle truppe verso l'Europa. Queste navi da trasporto nella prima parte del conflitto vennero decimate dagli U-Boot tedeschi, e Henry J.Kaiser l'industriale nei cui cantieri venivano prodotte queste navi, riteneva che gli idrovolanti da trasporto potessero rappresentare una alternativa. La produzione su larga serie (5.000 esemplari era la sfida lanciata da H.J.Kaiser) del Martin 170 Mars pareva però poco praticabile, ed il miliardario H.Hughes raccolse la sfida per un idrovolante di nuova concezione. Nel novembre 1942 venne stipulato un ordine per tre prototipi, ridotto ad un solo esemplare nel 1944 e cancellato nel 1945. A quel punto Hughes decise di terminare lo sviluppo pagando di tasca propria, pur di dimostrare la fattibilità della sua idea, ma l'unico volo avvenne solo a guerra finita nel 1947, ormai in ritardo per l'esigenza originaria. Resta il fatto che si è trattato del velivolo con la più grande apertura alare mai costruito.

#### Idrovolanti imbarcati

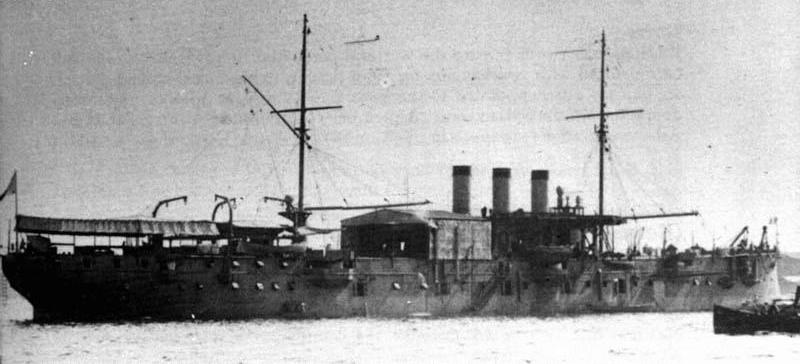
La nave francese La Foudre del 1912. La prima nave appoggio idrovolanti della storia. In evidenza gli hangar e le gru per imbarcare i velivoli

L'impiego militare dell'idrovolante era naturalmente affiancato a quello delle marine militari. Il primo decollo da una nave era stato compiuto dal pilota statunitense Eugene Burton Ely con un aereo terrestre il 14 novembre 1910, dalla USS Birmingham: per l'operazione fu sufficiente una pista di 30 metri. Lo stesso Ely realizzò il primo appontaggio pochi mesi dopo, il 18 gennaio 1911, sulla USS Pennsylvania, sul ponte della quale era stata applicata una struttura piana della lunghezza di 40 metri. I primi tentativi di utilizzo del binomio aereo/nave furono esplorati e compiuti dagli idrovolanti. Il 10 gennaio 1912 il pilota Charles Rumney Samson decollò con un idrovolante Short S.27 da una piattaforma (antesignana delle future catapulte) installata sulla corazzata HMS Africa. Questo primo volo porterà allo sviluppo delle prime navi appoggio idrovolanti, e all'impiego degli idrovolanti come ricognitori sulle navi militari di maggior stazza e anche su sommergibili.

##### Navi appoggio idrovolanti

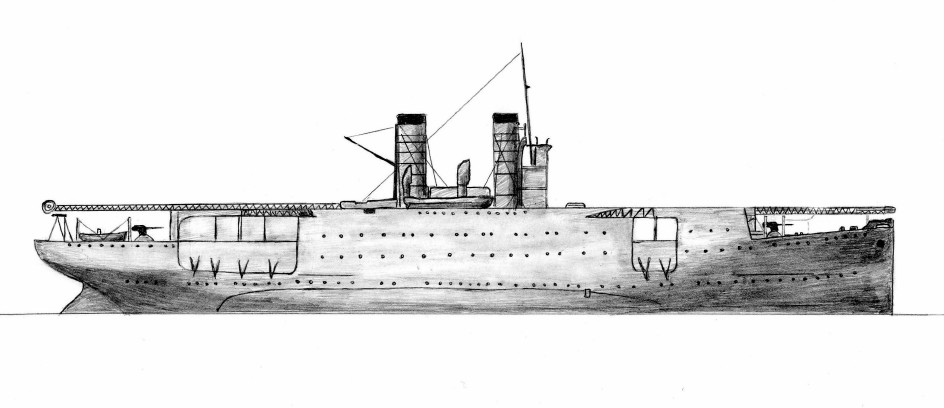
La nave appoggio idrovolanti Giuseppe Miraglia con i velivoli in coperta

Le prime navi appoggio idrovolanti furono la francese La Foudre del 1912 e la britannica HMS Hermes, varata nel 1913. Queste navi, varate prima della HMS Ark Royal, erano comunque più navi appoggio che vere portaerei. La prima nave in grado di consentire operazioni aeree vere e proprie fu in realtà la portaerei HMS Furious del 1916. La Regia Marina utilizzò come navi appoggio idrovolanti l'Elba, l'Europa e il Giuseppe Miraglia.
Le navi appoggio idrovolanti furono impiegate fino a poco dopo la seconda guerra mondiale. Disponevano di hangar, per il ricovero dei velivoli e di gru per la messa in mare ed il recupero. Il decollo poteva anche avvenire attraverso catapulte.

##### Idrovolanti imbarcati su navi da battaglia

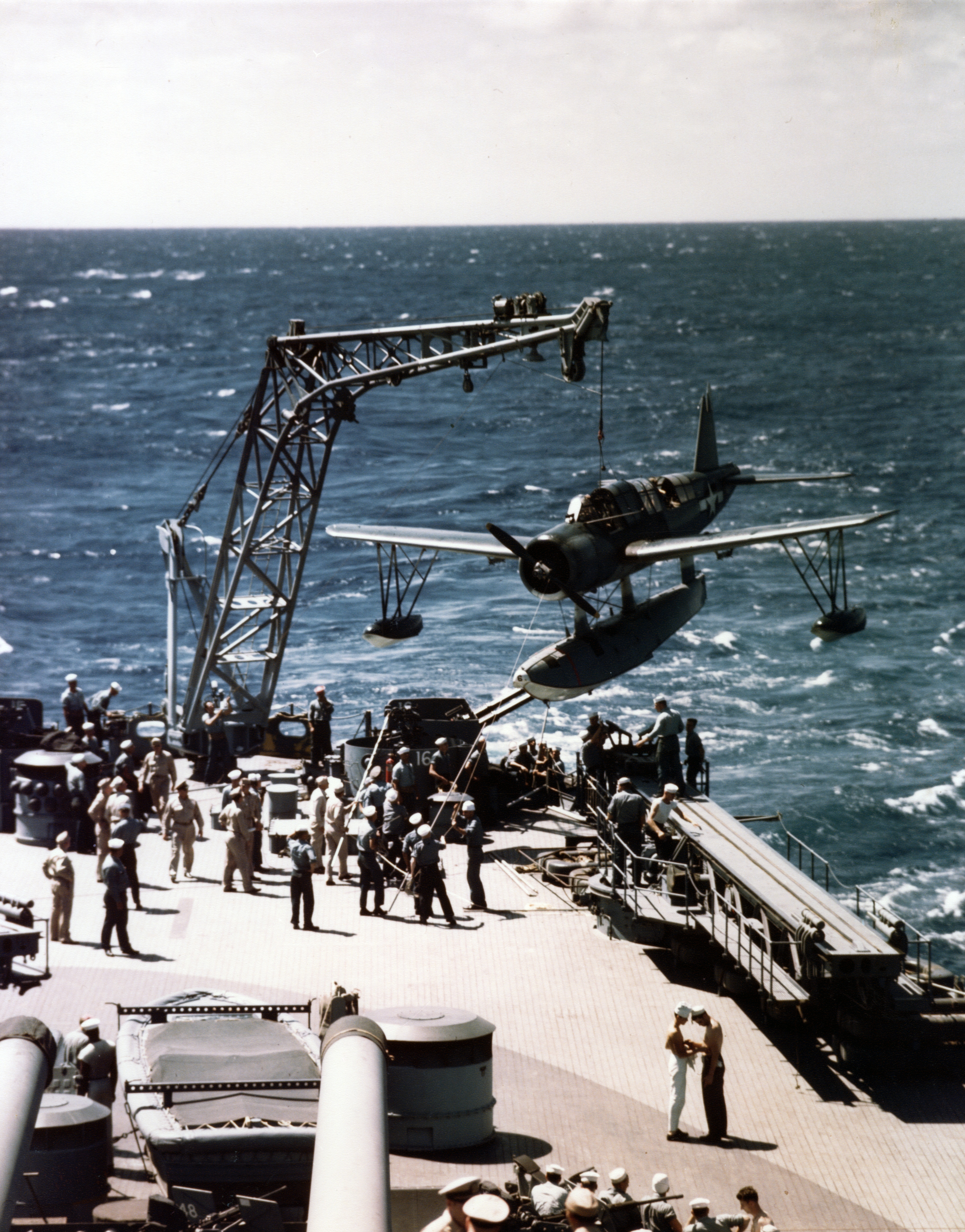
Un idrovolante Vought OS2U Kingfisher è riportato a bordo della corazzata USS Missouri (agosto 1944)

I primi esperimenti di "lancio" di idrovolanti furono condotti da una corazzata, ma solo negli anni trenta trovarono ampia diffusione sulle più grandi navi da battaglia delle diverse marine militari. Il loro impiego terminò bruscamente alla fine anni quaranta quando si resero disponibili i primi elicotteri.
Tipicamente le navi da battaglia disponevano di un numero di idrovolanti imbarcati che andava da 2 a 7 velivoli, che venivano lanciati per mezzo di catapulte e recuperati tramite gru.
- USA: idrovolanti Vought OS2U Kingfisher, Curtiss SC Seahawk, Curtiss SO3C Seamew, Curtiss SOC Seagull;
- Regno Unito: idrovolanti Supermarine Walrus sulle navi della classe King George V;
- Germania: idrovolanti Arado Ar 196;
- Italia: idrovolanti IMAM Ro.43. Gli italiani svilupparono per questo ruolo anche l'uso di un caccia terrestre opportunamente modificato, il Reggiane Re.2000 Catapultabile.[57] L'impiego prima dell'armistizio fu comunque piuttosto limitato.
- Giappone: idrovolanti Aichi E13A e Mitsubishi F1M.

##### Idrovolanti imbarcati su sommergibili

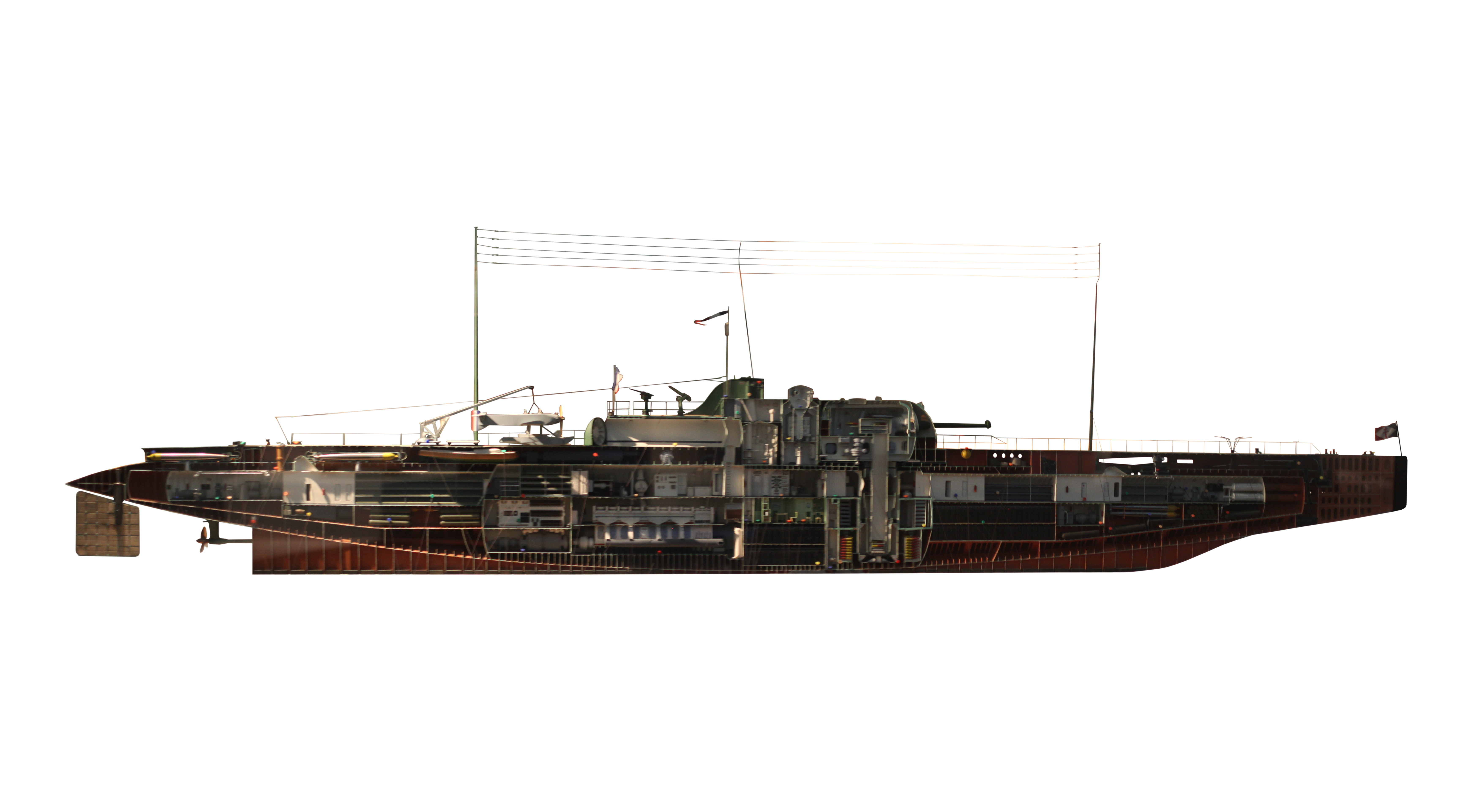
Modellino in spaccato del Surcouf, con un idrovolante in evidenza sul ponte a poppavia della falsatorre

Un limitato impiego di idrovolanti avvenne anche a bordo di sommergibili.
- Regno Unito: i primi esperimenti furono compiuti, con scarso successo, dai britannici nel 1926 con un idrovolante biplano Parnall Peto, a bordo del sommergibile HMS M2 (appartenente alla classe M) dotato di un opportuno hangar. Gli esperimenti terminarono ben presto per la perdita del sommergibile.
- Francia: nello stesso periodo i francesi costruirono il sommergibile Surcouf, destinato ad ospitare un idrovolante Besson MB-411. Il Surcouf ebbe un limitato e travagliato impiego operativo durante la seconda guerra mondiale e venne affondato nel 1942, nelle vicinanze del Canale di Panama.
- Italia: nel 1928 volavano i Piaggio P.8 e Macchi M.53, destinati ad essere imbarcati sul sommergibile Ettore Fieramosca. Ma nel dicembre del 1931, l'hangar previsto venne smantellato prima della consegna del battello alla Regia Marina.

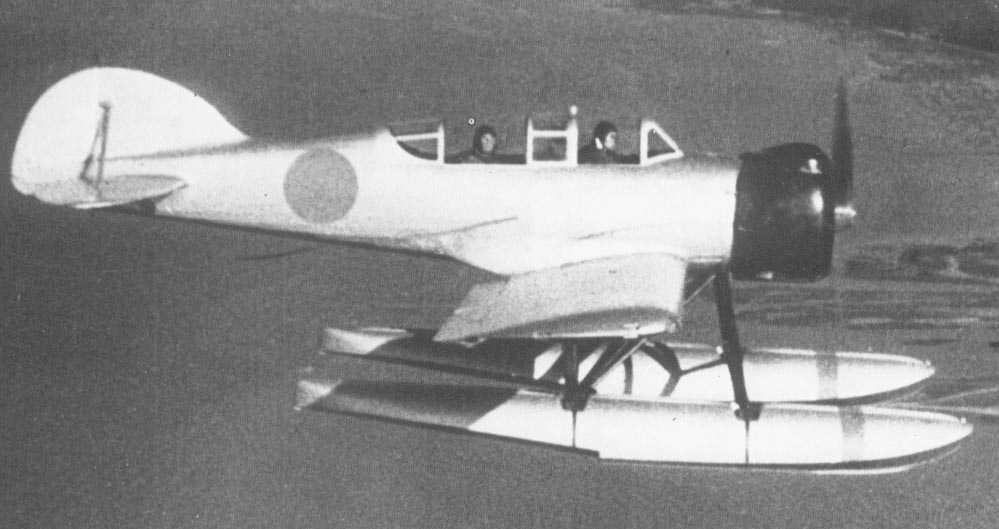
Un Yokosuka E14Y-2 in volo; notare il diverso disegno della cappottatura e dell'impennaggio

- Giappone: i giapponesi furono gli unici ad impiegare operativamente velivoli di questo tipo, inoltre il decollo dell'idrovolante avveniva dal sommergibile per mezzo di una piccola catapulta. I sommergibili di classe I-15, disponevano di un idrovolante Yokosuka E14Y. Successivamente venne sviluppato l'Aichi M6A Seiran. Il Seiran era un biposto da attacco imbarcato su unità della classe I-400, che disponevano di un hangar per tre aerei. Entrarono in servizio nel luglio del 1945, ma non furono impiegati nelle azioni previste per il fine della guerra. Uno Yokosuka E14Y imbarcato su un sommergibile fu l'unico velivolo a compiere un'azione di bombardamento sul suolo continentale degli Stati Uniti d'America. L'azione fu compiuta nel 1942 ed ebbe come conseguenza l'incendio di un bosco.

## Gli idrovolanti oggi

### Trasporto passeggeri
Sebbene oggi gli idrovolanti da trasporto civile abbiano perso molta della importanza che avevano tra le due guerre mondiali, il loro uso resta abbastanza diffuso nelle aree costiere e lacustri dell'America del nord (l'Alaska ha la maggior densità di idrovolanti per abitante degli Stati Uniti). Si tratta in genere di aerei a scarponi (talvolta con galleggianti anfibi), spesso derivati dalla loro versione terrestre. Tipicamente hanno capacità non superiori ai 20 passeggeri, come il De Havilland Canada DHC-6 Twin Otter, con 18 posti nella versione idrovolante. Molto diffuso tra i piccoli idrovolanti, sebbene la sua linea di produzione sia stata chiusa nel 1967, è il de Havilland Canada DHC-2 Beaver, equipaggiabile con ruote, sci o scarponi, con molti dei suoi 1657 esemplari prodotti ancora operativi tra Stati Uniti e Canada; nel 2006 la sua licenza di produzione è stata venduta dalla Bombardier Aerospace, titolare dei diritti della deHavilland, alla Viking Air, che lo ha rimesso in produzione come DHC-2T Turbo Beaver.

### Lotta antincendio
Impiego di fondamentale importanza dei velivoli anfibi è quello della 
lotta antincendio. I primi bombardieri ad acqua vennero ottenuti trasformando i Consolidated PBY Catalina, famoso idrovolante/anfibio della seconda guerra mondiale, concepito originariamente per compiti di ricognizione e bombardamento. Il successo di questi primi esperimenti portò alla realizzazione del Canadair CL-215, primo anfibio concepito specificatamente come mezzo antincendio, e poi della sua evoluzione Canadair CL-415. Visto il successo di questo tipo di aerei, oggi la Canadair non è più l'unica ad offrire bombardieri ad acqua, recentemente anche la russa Beriev ha messo in produzione il Beriev Be-200 come antincendio. Un altro idrovolante antincendio è il Fire Boss AT-802, monoposto in grado di portare 3500 litri.

### Impieghi militari

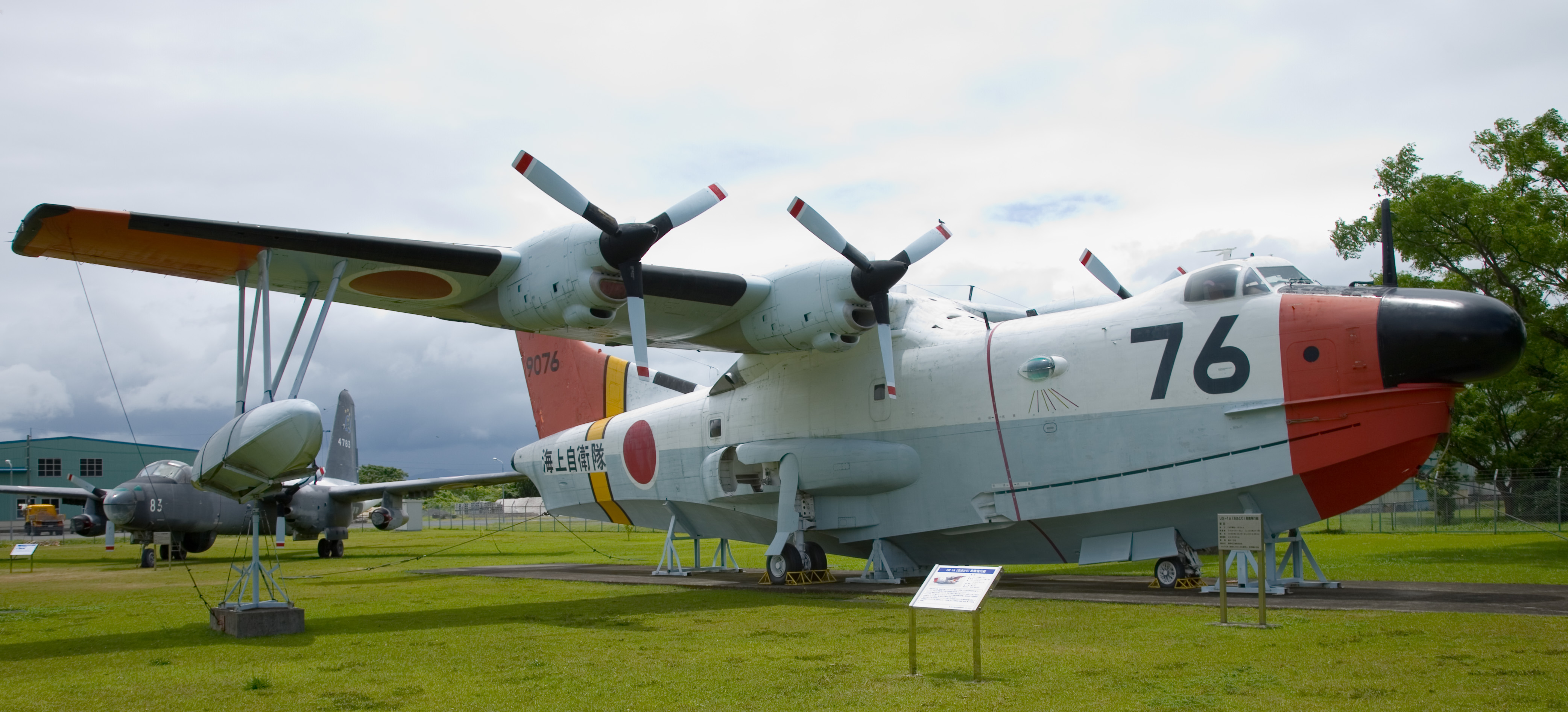
ShinMaywa PS-1

Nell'impiego come pattugliatori marittimi e aerei antisommergibili hanno via via perso importanza, per la maggior economia d'esercizio dei loro omologhi terrestri.
Gli Stati Uniti d'America tolsero dal servizio il loro ultimo grande idrovolante, il Martin P-5 Marlin, già nel 1966, mentre il più piccolo e già citato Grumman HU-16 Albatross rimase in servizio fino alla fine degli anni settanta. La USAF ritirò gli ultimi UH-16 nel 1973, la US Navy nel 1976, e la Guardia Costiera nel 1979.
Il Grumman Albatross fu impiegato da 20 aeronautiche, diventando anche l'ultimo idrovolante dell'Aeronautica Militare, utilizzato fino al 1978, anno del suo trasferimento al Museo storico dell'Aeronautica Militare di Vigna di Valle.
L'ultimo operatore militare dell'Albatross fu la Grecia, che lo ritirò dal servizio nel 1995.
Unione Sovietica e Giappone hanno proseguito con l'impiego e lo sviluppo di idrovolanti militari, seppure sempre più relegati a compiti antisommergibili e di soccorso.
Il Giappone sviluppò lo ShinMaywa PS-1 durante gli anni'60, e i velivoli entrarono in servizio nel 1973.
I PS-1 e i successivi US-1, attraverso sviluppi successivi, rimasero in servizio fino agli anni 2000. Il successivo US-2 è iniziato ad entrare in servizio a fine 2009. A questo velivolo, nel 2012, si è interessata anche la marina indiana.
Similare la longeva carriera del sovietico Beriev M-12 Tchaika 'Mail', entrato in servizio alla negli anni'60, e in cui gli ultimi esemplari verranno ritirati dal servizio attivo solo dal 2020 in poi, rimpiazzati dal successore del B-42 con motori a getto. Negli anni settanta la Beriev in collaborazione con l'ingegner Bartini sviluppò il Bartini-Beriev VVA-14, un curioso aereo anfibio, che poteva essere impiegato sia come idrovolante che come erkanoplano.
Attualmente con il B-42 ed il Be200 la Beriev è l'unico costruttore che continua lo sviluppo di grossi anfibi anche per compiti diversi dall'antincendio.
Anche la Cina ha sviluppato alla fine degli anni settanta un anfibio quadrimotore analogo agli Shin Meiwa nipponici, l'Harbin SH-5, ma sono stati realizzati solo 6 esemplari a metà degli anni'80, in carico all'aviazione navale a partire dal 1986.
Altro impiego in cui gli idrovolanti/anfibi mantennero una certa importanza dopo la seconda guerra mondiale è quello di ricerca e salvataggio o SAR - Search and Rescue. In questo campo furono via via sostituiti dagli elicotteri. Anche in questo caso gli ultimi a sviluppare questo tipo di velivoli furono Giappone e Russia, con i modelli appena citati.
Nel 2020 le aviazioni che ancora operano idrovolanti principalmente per compiti di ricognizione e soccorso sono la l'aviazione navale della Marina Russa che opera una manciata di Be-12 Čajka assieme ad alcuni Beriev Be-200 Altair e la Forza marittima di autodifesa e la Marina militare dell'India, che operano alcuni idrovolanti di ultima generazione del tipo ShinMaywa US-2.

## Record e primati
- Il primo idrovolante con motore a reazione è stato il britannico Saro SR A/1, che volò la prima volta il 16 luglio 1947.[79]
- Il primo idrovolante a superare il muro del suono è stato lo statunitense Convair XF2Y-1 Sea Dart il 3 agosto 1954.[79] Questo idrovolante è anche l'unico ad averlo superato, sebbene anche il Martin P6M SeaMaster arrivasse a velocità prossime ai 1 000 km/h. Il primato di velocità omologato FAI resta comunque all'idrovolante sovietico Beriev Be-10, con 912 km/h il 22 luglio 1961.[80]
- Il più grande idrovolante è lo statunitense Hughes H-4 Hercules (Spruce Goose). Questo aereo, con i suoi 97,54 m, è tuttora il velivolo con la maggiore apertura alare.[81]
- Il più grande idrovolante a scarponi è stato l'italiano CANT Z.511.[82]
- Il più veloce idrovolante con motore a pistoni è l'italiano Macchi-Castoldi M.C.72 con 709,209 km/h.[38]

### Testi di riferimento
- L'aviazione - grande enciclopedia illustrata, Novara, Istituto Geografico De Agostini, 1983.
- Achille Boroli, Adolfo Boroli, Mario Nilo (a cura di), Idrovolante, in Mach 1 Enciclopedia dell'aviazione, Novara, EDIPEM, 1978.
- Giuseppe Ciampaglia, La Coppa Schneider e le origini dei velivoli da caccia della Seconda Guerra mondiale, Rivista Italiana Difesa, marzo 1993.
- Giuseppe Dicorato (a cura di), Storia dell'aviazione, dizionario, Milano, Fratelli Fabbri, 1973.
- Francesco Gualdoni, Le Marche e il volo: storia aeronautica della regione, Ancona, Sagraf, 2004, ISBN non esistente.
- Valentino Losito, Fondamenti di aeronautica generale, Pozzuoli, Accademia Aeronautica.
- Tullio Marcon, Ali d'Italia 12 - IMAM Ro 43/44, Torino, La Bancarella Aeronautica, 1999.
- Massimo Mondini (a cura di), Il Museo storico dell'aeronautica militare di Vigna di valle, Vigna di valle, Museo Storico dell'A. M., 2004, ISBN non esistente.
- Riccardo Niccoli, Aerei. Conoscere e riconoscere tutti gli aerei ed elicotteri più importanti, civili e militari, storici ed attuali, 2ª ed., Novara, Istituto Geografico De Agostini, 2005  [1998], ISBN 978-88-418-2359-0.
- Stephane Nicolaou, Flying Boats and Seaplanes - An history from 1905, Motorbooks International, 1998.
- Henry Palmer, Flying Magazine, Ziff-Davis, giugno 1962, ISSN 0015-4806 (WC · ACNP). URL consultato il 23 agosto 2012.
- (EN) Terry C. Treadwell, Strike from beneath the Sea: A History of Aircraft Carrying Submarine, Stroud, UK, Tempus Publishing, Limited, 1999, ISBN 0-7524-3275-3.
- (EN) John Toland, The great dirigibles: their triumphs and disasters, Mineola, NY USA, Courier Dover Publications, 1972, ISBN 0-486-21397-8. URL consultato il 21 agosto 2012.

### Altri testi
- Enrico Ferrone, Tra cielo e mare. Idrovolanti e anfibi nell'aviazione mondiale, Roma, IBN, 1994, ISBN 88-86815-19-0.
- Associazione Arma Aeronautica, Ali sull'Adriatico, Monfalcone, Vittorelli, 2000.
- Giancarlo Garello, Zorini, Decio, Le officine aeronautiche CANT : 1923-1945, Roma, Aeronautica Militare Ufficio Storico, 2003.
- (EN) Bill Yenne, Seaplanes of the world: A timeless collection from aviation's golden age, Barnes & Noble Books, 2000, ISBN 0-7607-2286-2.
- (EN) Cris Goss, Bernd Rauchbach, Luftwaffe Seaplanes 1939-1945: An Illustrated History, Annapolis, USA, Naval Institute Press, 2002.
- (EN) Yefim Gordon, Bill Gunston, Soviet X-Planes, Earl Shilton, Leicester, UK, Midland Publishing Ltd., 2001, ISBN 1-85780-099-0.